# 西利涅 (基韋爾齊區)
50°54′25″N 25°47′55″E / 50.90694°N 25.79861°E
西利涅（烏克蘭語：Сильне），是烏克蘭的村落，位於該國西部沃倫州，由盧茨克區負責管轄，始建於1557年，面積2.53平方公里，海拔高度202米，2001年人口619，人口密度每平方公里244.76人。